# Progres 2
Progres 2 je brněnská rocková skupina hrající od roku 1968 dodnes s přestávkami v letech 1971 až 1977 a 1990 až 1992. Původně vystupovala pod názvem The Progress Organization (1968–1971), v roce 1977 nahrála jednu desku jako skupina Barnodaj. Od roku 1977 hraje již jako Progres 2 s výjimkou let 1987 až 1990, kdy používala název Progres-Pokrok. Lídrem kapely byl do roku 1990 bubeník Zdeněk Kluka, který jako jediný hudebník prošel všechna období a podílel se na všech albech. Od roku 1992, kdy skupina obnovila činnost, je kapelníkem kytarista Pavel Váně.

## Historie skupiny

### The Progress Organization (1968–1971)

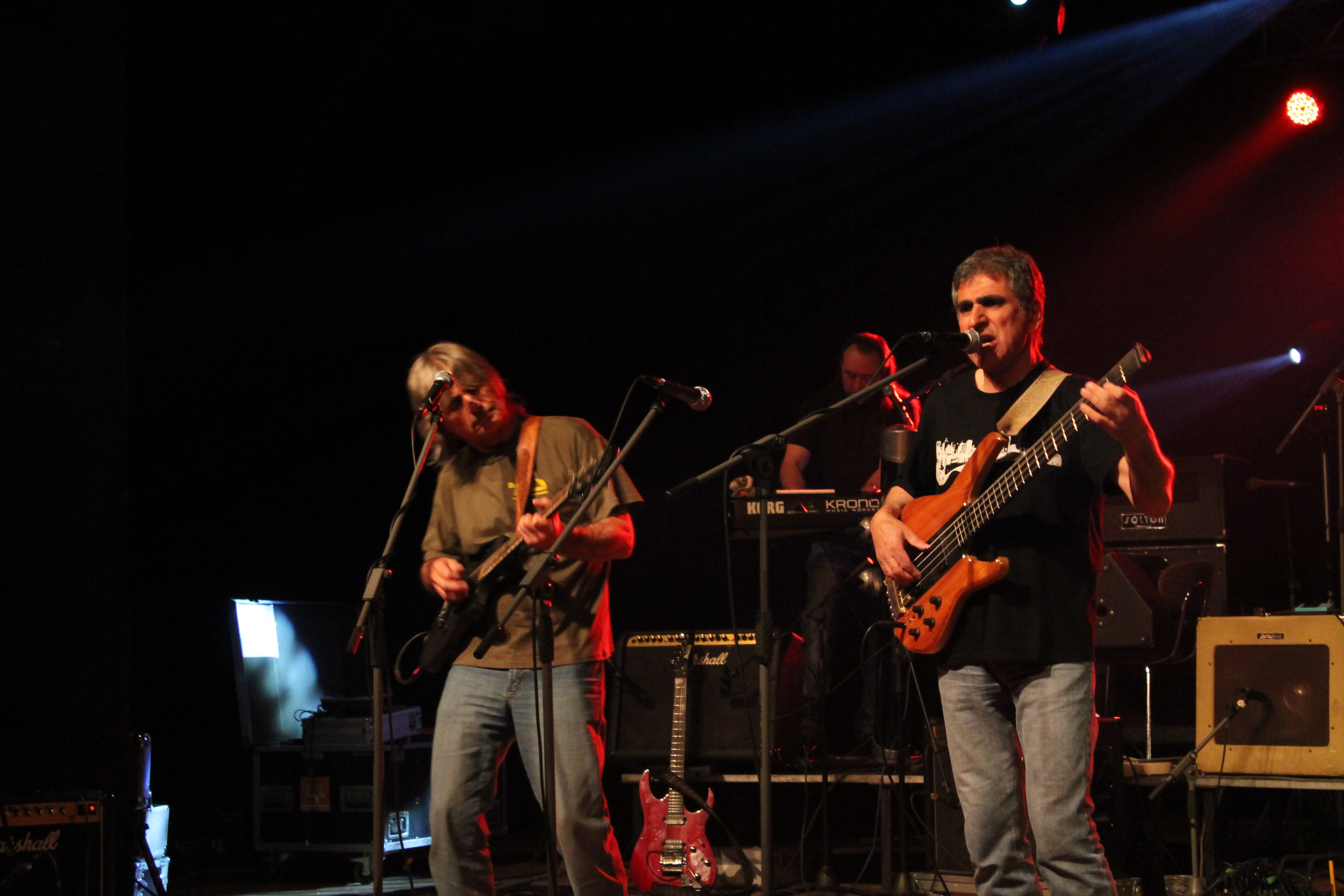
Dvojice původních členů skupiny, Pavel Váně a Emanuel Sideridis

Skupinu The Progress Organization spoluzaložili bubeník Zdeněk Kluka, působící dříve v jiné brněnské kapele Atlantis, a kytarista Pavel Váně, bývalý člen Synkop 61. Tito dva muzikanti nějaký čas hráli s různými hudebníky, nakonec se k nim přidal klávesista Jan Sochor, Váněho kamarád z dětství, a také baskytarista řeckého původu Emanuel Sideridis, čímž definitivně na konci roku 1968 vznikli The Progress Organization. První koncert skupina odehrála 3. dubna 1969 v brněnském divadle Reduta, 1. května téhož roku otevírali klub Šelepka a na svém čtvrtém vystoupení 19. června 1969 hráli jako předkapela americkým The Beach Boys na zimním stadionu Za Lužánkami.
The Progress Organization se stali brzo populárními, vyhráli např. beatový festival v Táboře, byli druzí na Jazzuniverziádě v Českých Budějovicích, hráli i v Bratislavě a Praze. Jejich vzorem byly kapely jako Cream, Vanilla Fudge, The Beatles či začínající Pink Floyd. Při demonstraci 21. srpna 1969 byl zatčen a několik následujících týdnů vězněn Pavel Váně, takže kapela musela odehrát některé koncerty bez něj.
V roce 1970 The Progress Organization nahráli a u malého brněnského vydavatelství Discant, jež brzy nato zaniklo, vydali svoji první EP desku Klíč k poznání. Kvůli začínající normalizaci, která tomuto druhu hudby příliš nepřála, ale skupina na podzim toho roku po dlouhém rozmýšlení ukončila činnost. Díky producentu Hynku Žalčíkovi v lednu 1971 hudebníci ještě natočili svoje první LP Barnodaj a během toho roku také absolvovali několik vystoupení. Barnodaj byl oceněn časopisem Melodie jako Deska roku 1972. The Progress Organization za dobu svého trvání odehrál 44 koncertů.

### Mezidobí v doprovodných kapelách a skupina Barnodaj (1971–1978)
Tři ze čtyř členů The Progress Organization, Kluka, Sochor a Sideridis, zůstali nadále pohromadě a stali se členy Skupiny Aleše Sigmunda, doprovodné kapely popových zpěvaček Marthy a Teny. Pavel Váně působil krátký čas v Collegiu Musicu a následně v Atlantisu. Od roku 1972 začal hrát se Skupinou Aleše Sigmunda, v té době ale odešli Kluka i Sochor. Z jeho spoluhráčů tak zůstal pouze Emanuel Sideridis, který se ale brzy poté odstěhoval na trvalo do Řecka.
Kluka se Sochorem založili v roce 1972 Skupinu Jana Sochora, která doprovázela písničkáře Boba Frídla. O dva roky později do ní přišel i Váně, jako baskytarista zde působil Pavel Pelc, bývalý člen skupiny Speakers. Tato čtveřice, opět díky producentu Žalčíkovi, začala v roce 1976 vytvářet své druhé album na texty básníka Pavla Kopty. Deska Mauglí byla nahrána na podzim 1977 a vyšla následujícího roku pod hlavičkou skupiny Barnodaj. V roce 1978 Kluka, Váně a Pelc přestali spolupracovat s Frídlem a začali se plně věnovat rockové hudbě.

### Progres 2 (1977–1987)
Ještě během nahrávání alba Mauglí přibrali Zdeněk Kluka a Pavlové Váně a Pelc k sobě mladého klávesistu Karla Horkého (jako náhradu za Jana Sochora) a kytaristu Miloše Morávka, přejmenovali tuto skupinu na Progres 2 a začali koncertovat a zároveň pracovat na rozsáhlém audiovizuálním projektu na sci-fi texty manažera kapely Oskara Mana – první československé rockové opeře Dialog s vesmírem. Premiéra Dialogu s vesmírem se konala 27. února 1978 v brněnském Divadle na Výstavišti a skupina s tímto projektem objela do roku 1980 celé Československo (350 repríz). Na podzim 1979 ale odešel Horký, jenž se chtěl věnovat studiu na JAMU; Dialog tak musel být částečně přearanžován, nejdůležitější klávesové party převzal Pavel Pelc. Karel Horký se ale ještě podílel na studiové nahrávce z přelomu let 1979 a 1980.
Po ukončení projektu Dialog s vesmírem stála skupina před otázkou, co dělat dál. Zdeněk Kluka prosazoval další monotematický program na téma Knih džunglí, což ale vadilo Váněmu, neboť kapela před několika lety vydala album Mauglí (rovněž koncepční album). Tímto naplno propukly spory mezi Klukou – bubeníkem a kapelníkem, a Váněm – kytaristou a frontmanem. Pavel Váně nakonec z Progres 2 odešel a založil vlastní skupinu Bronz, krátce před jeho odchodem naopak přišel klávesista a zpěvák Roman Dragoun.
Skupina tedy začala pracovat na dalším audiovizuálním programu Třetí kniha džunglí, k němuž napsal texty Vladimír Čort. S tímto projektem, jehož premiéra proběhla 30. května 1981, Progres 2 opět dva roky koncertovali po celé republice a v počtu repríz dokonce předstihli Dialog s vesmírem. V roce 1983 odešli Morávek a Dragoun, kteří založili vlastní skupinu Futurum, a novými členy se stali kytaristé Aleš Bajger a Peter Peteraj. V tomto složení kapela vytvořila další rockovou operu Mozek (texty opět Čort, tentokrát podle povídky Maxwellovy rovnice od Anatolije Dněprova).
Výraznou změnou v historii skupiny se stal rok 1985, kdy Progres 2 opustil Peteraj, naopak přišel klávesista Milan Nytra. Skupina vytvořila koncertní program s prostým názvem Progres 2, který již neměl příběh či nějaké nosné téma, neboť se jednalo o jednotlivé písničky. Některé z nich nahrála kapela v roce 1987 ve studiu pro album, které vyšlo následujícího roku pod názvem Změna!.

### Progres-Pokrok (1987–1990)
Již koncem roku 1987 začal vznikat poslední projekt skupiny, která v té době nově nesla název Progres-Pokrok. Vyměnilo se i obsazení, zůstali Kluka a Nytra, k nimž se připojili kytarista Mirek Sova, baskytarista Dalibor Dunovský a zpěvačka Pavla Dvořáčková. Program byl pojmenován Otrava krve a jednalo se o pásmo skladeb parodující budovatelské písně a nadšení 50. let 20. století. Premiéra pořadu, jenž byl socialistickými orgány sice povolen, přičemž koncerty často bedlivě sledovala StB, se konala na jaře 1988 a do konce roku 1989 skupina odehrála 165 repríz. Zkrácená studiová verze mohla být nahrána až po sametové revoluci na přelomu let 1989 a 1990, deska vyšla v roce 1990. Skupina ale již v té době ukončila činnost.

### Progres 2 (od 1992)

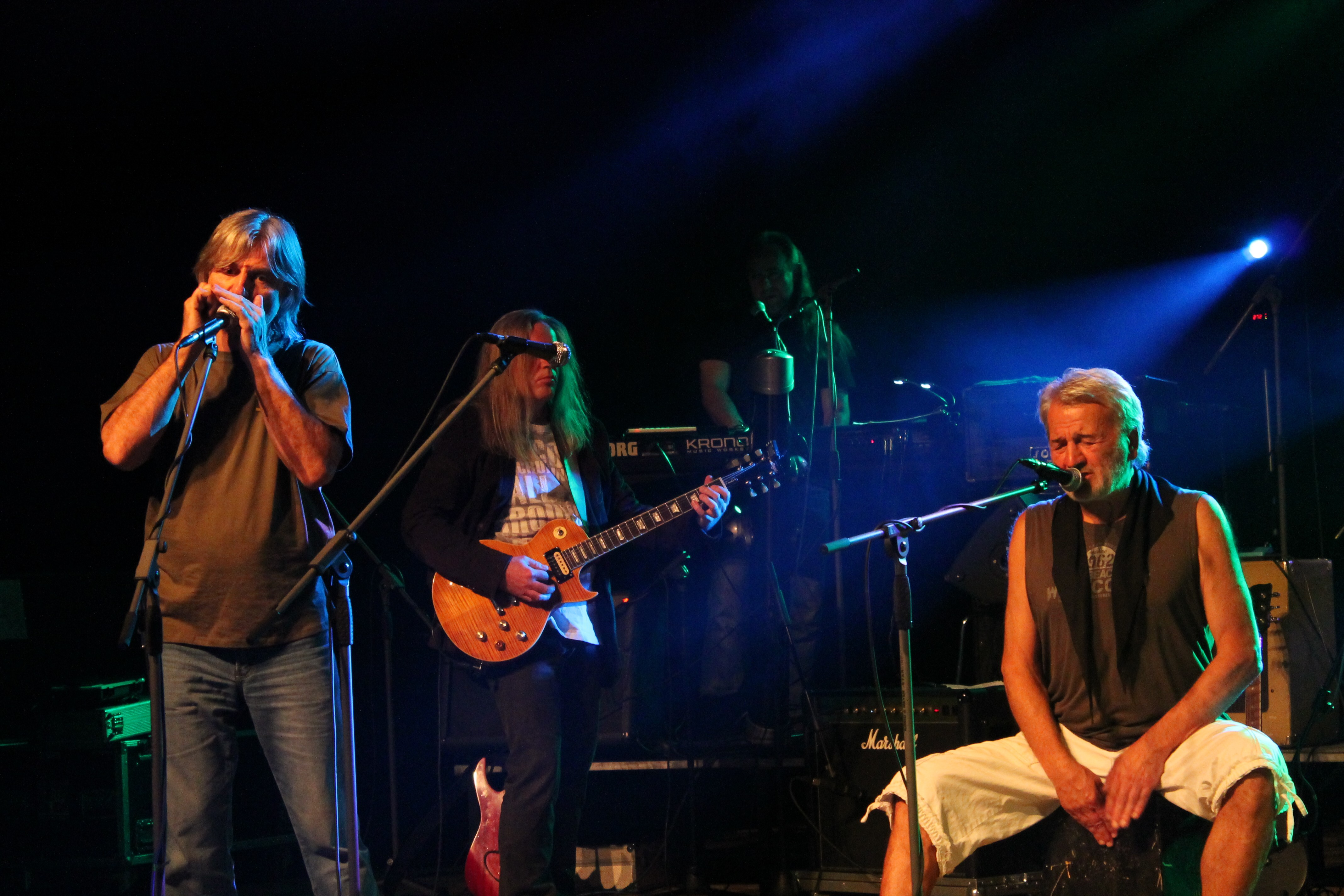
Koncert k 45. výročí založení skupiny s hostujícím Ivanem Manolovem a Borkem Nedorostem

Kapela Progres 2 byla obnovena v roce 1992 při příležitosti koncertů série Comeback. Staronovými členy v té době byli Kluka, Váně a Pelc, ke kterým se přidaly nové tváře v podobě kytaristy Ivana Manolova a klávesisty Borka Nedorosta. Skupina ale až na výjimky (např. píseň „Mladé vdovy“) nový materiál nevytvářela a ani koncertní činnost nebyla příliš častá. Tento stav vydržel až do současnosti, pouze se vyměnili členové, Manolova nahradil Miloš Morávek a Nedorosta Roman Dragoun, čímž vznikla superskupina spojující dvě nejúspěšnější alba Dialog s vesmírem a Třetí knihu džunglí. (V této podobě kapela existovala již krátký čas v roce 1980, dokud neodešel Pavel Váně.)
V letech 1992 a 1993 vyšly v reedicích některé desky Progres (Třetí kniha džunglí, Barnodaj a Mauglí), nově bylo vydáno album Dialog s vesmírem /live/ obsahující živou, nezkrácenou a necenzurovanou verzi této rockové opery nahranou v roce 1978. Další vlna reedicí proběhla v letech 1999 až 2001 (studiová verze Dialogu s vesmírem, kompilace Mozek/Změna a česká i anglická verze Třetí knihy džunglí). Nejnověji byla alba skupiny vydána mezi lety 2006 a 2010 (Dialog s vesmírem /live/, Barnodaj, Mauglí, Třetí kniha džunglí, Otrava krve, Mozek a Dialog s vesmírem /studio & live/).
Ve dnech 6. a 7. října 2008 byl uspořádán dvojkoncert ke 40. výročí založení The Progress Organization. Na těchto vystoupení, která se konala v brněnském Semilasse, hostovali téměř všichni hudebníci, kteří kapelou za celou její historii prošli. Výjimkou byli pouze klávesista Karel Horký a kytaristé Peter Peteraj a Ivan Manolov. V dobových sestavách muzikanti postupně zahráli skladby ze všech alb kromě Změny!, koncerty zároveň byly natočeny a jako 2CD a DVD byly vydány pod názvem Progres Story 1968–2008.
Na Žatecké dočesné konané 2. září 2011 poprvé odehráli Progres 2 v současné sestavě část Dialogu s vesmírem s dechovou sekcí a původní projekcí, kterou využívali na přelomu 70. a 80. let 20. století. Na koncertě k 45. výročí skupiny dne 23. května 2013 hostovali v brněnském Semilasse Aleš Bajger, Mirek Sova, Borek Nedorost, Emanuel Sideridis a Ivan Manolov.
V roce 2016 byla skupina Progres 2 uvedena do Beatové síně slávy.
Přes léto 2018 nahrála skupina ve studiu Davida Kollera v Mikulově nové studiové album Tulák po hvězdách, které vyšlo v listopadu 2018 v době výročních koncertů. Ty byly připraveny k 50. výročí založení kapely, Česká televize také natočila při této příležitosti televizní dokument o skupině. V roce 2020 vznikl videoklip k písni „Planeta Hieronyma Bosche II“ z Dialogu s vesmírem. Pro reedici alba Třetí kniha džunglí natočila skupina počátkem roku 2021 jako bonusovou skladbu píseň „Svět příliš se roztočil“ (natočen byl i videoklip). Skladba „Planeta Hieronyma Bosche II“ byla toho roku uvedena do Beatové síně slávy.
V létě 2021 zemřel baskytarista Pavel Pelc, za kterého již několik měsíců předtím na koncertech zaskakoval Jakub Michálek. Na postu baskytaristy se od té doby jako hosté střídají Michálek s Daliborem Dunovským. V říjnu 2022 vydali Progres 2 videoklip k písni „Paní Óm“ z alba Tulák ke hvězdám a koncem téhož roku byla zveřejněna informace, že skupina pracuje na novém tematickém albu, jehož datum vydání ale nelze zatím odhadnout.
V průběhu celého roku 2023 uspořádala kapela ke svému 55. výročí turné 55.

## Diskografie
- Barnodaj (1971)
- Mauglí (1978)
- Dialog s vesmírem (1980)
- Třetí kniha džunglí (1982, dvojalbum)
- Mozek (1984)
- Změna! (1988)
- Otrava krve (1990)
- Tulák po hvězdách (2018)

## Členové skupiny
| 1968–1971 The Progress Organization | 1977 Barnodaj | 1977–1979 Progres 2 |
| --- | --- | --- |
| - Pavel Váně – kytara, zpěv - Emanuel Sideridis – baskytara, zpěv - Jan Sochor – klávesy, zpěv - Zdeněk Kluka – bicí, zpěv                      | - Pavel Váně – kytara, zpěv - Pavel Pelc – baskytara - Jan Sochor – klávesy, zpěv - Zdeněk Kluka – bicí, zpěv                                            | - Pavel Váně – kytara, zpěv - Miloš Morávek – kytara - Pavel Pelc – baskytara, zpěv - Karel Horký – klávesy - Zdeněk Kluka – bicí, zpěv         |
| 1979–1980 Progres 2 | 1980 Progres 2 | 1980–1983 Progres 2 |
| - Pavel Váně – kytara, zpěv - Miloš Morávek – kytara - Pavel Pelc – baskytara, klávesy, zpěv - Zdeněk Kluka – bicí, zpěv                        | - Pavel Váně – kytara, zpěv - Miloš Morávek – kytara - Pavel Pelc – baskytara, klávesy, zpěv - Roman Dragoun – klávesy, zpěv - Zdeněk Kluka – bicí, zpěv | - Miloš Morávek – kytara - Pavel Pelc – baskytara, klávesy, zpěv - Roman Dragoun – klávesy, zpěv - Zdeněk Kluka – bicí, zpěv                    |
| 1983–1985 Progres 2 | 1985–1987 Progres 2 | 1987–1990 Progres-Pokrok |
| - Aleš Bajger – kytara, zpěv - Peter Peteraj – kytara - Pavel Pelc – baskytara, klávesy, zpěv - Zdeněk Kluka – bicí, zpěv                       | - Aleš Bajger – kytara, zpěv - Pavel Pelc – baskytara, klávesy, zpěv - Milan Nytra – klávesy - Zdeněk Kluka – bicí, zpěv                                 | - Pavla Dvořáčková – zpěv - Mirek Sova – kytara - Dalibor Dunovský – baskytara - Milan Nytra – klávesy, zpěv - Zdeněk Kluka – bicí, zpěv        |
| 1992–2005 Progres 2 | 2005–2007 Progres 2 | 2007–2021 Progres 2 |
| - Pavel Váně – kytara, zpěv - Ivan Manolov – kytara - Pavel Pelc – baskytara, zpěv - Borek Nedorost – klávesy, zpěv - Zdeněk Kluka – bicí, zpěv | - Pavel Váně – kytara, zpěv - Miloš Morávek – kytara - Pavel Pelc – baskytara, zpěv - Borek Nedorost – klávesy, zpěv - Zdeněk Kluka – bicí, zpěv         | - Pavel Váně – kytara, zpěv - Miloš Morávek – kytara - Pavel Pelc – baskytara, zpěv - Roman Dragoun – klávesy, zpěv - Zdeněk Kluka – bicí, zpěv |
| 2021– Progres 2 | | |
| - Pavel Váně – kytara, zpěv - Miloš Morávek – kytara, zpěv - Roman Dragoun – klávesy, zpěv - Zdeněk Kluka – bicí, zpěv                          | | |